# Liste von Fußballstadien in Serbien

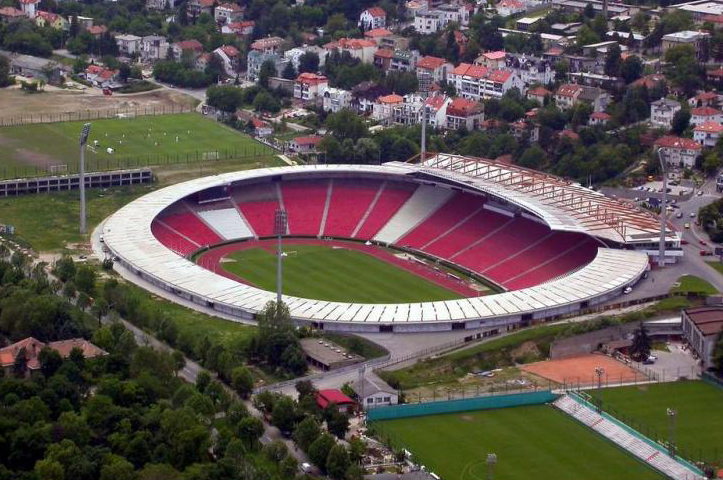
Das Stadion Rajko Mitić alias Marakana aus der Vogelperspektive (2012)

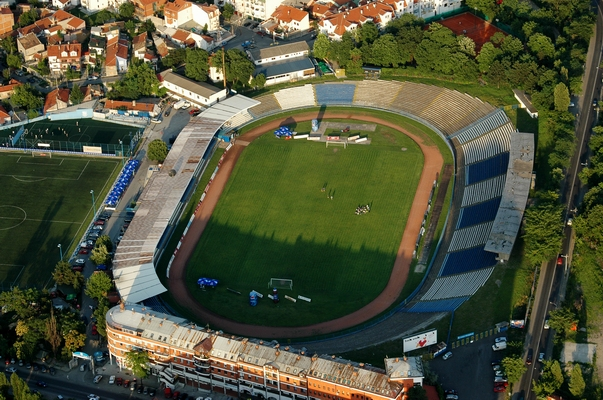
Das Omladinski stadion vor seiner bevorstehenden Renovierung (2008)

Die folgende Liste stellt eine Rangfolge der zwanzig größten Fußballstadien gemäß der Gesamtkapazität in Serbien dar, ohne das völkerrechtlich umstrittenen Kosovo. Mit den beiden größten Stadien aus dem Kosovo würde das Stadion Trepča aus Kosovska Mitrovica mit einer Kapazität für 18.200 Zuschauer auf der Liste den 5. Platz und das Gradski stadion Priština aus Priština mit 16.200 Plätzen den 8. Platz belegen. Einige Stadien verfügen über eine Leichtathletikanlage. Die Bezeichnung Gradski stadion steht im serbischen für „Stadtstadion“ oder „Städtisches Stadion“.
| Platz | Stadion                    | Ort        | Kapazität | Bemerkung                                       |
| ----- | -------------------------- | ---------- | --------- | ----------------------------------------------- |
| 1.    | Stadion Rajko Mitić        | Belgrad    | 60.000    | Erfüllt die UEFA-Anforderungen für Länderspiele |
| 2.    | Stadion Partizana          | Belgrad    | 32.710    | Erfüllt die UEFA-Anforderungen für Länderspiele |
| 3.    | Omladinski stadion         | Belgrad    | 19.100    |                                                 |
| 4.    | Stadion Čair               | Niš        | 18.152    | Erfüllt die UEFA-Anforderungen für Länderspiele |
| 5.    | Gradski stadion Smederevo  | Smederevo  | 17.200    |                                                 |
| 6.    | Stadion Čika Dača          | Kragujevac | 15.100    |                                                 |
| 7.    | Stadion Karađorđe          | Novi Sad   | 15.000    | Erfüllt die UEFA-Anforderungen für Länderspiele |
| 8.    | Stadion Dragan Nikolić     | Pirot      | 13.816    |                                                 |
| 9.    | Stadion Karađorđev park    | Zrenjanin  | 13.500    |                                                 |
| 10.   | Gradski stadion Subotica   | Subotica   | 13.000    |                                                 |
| 11.   | Gradski stadion Novi Pazar | Novi Pazar | 12.000    |                                                 |
| 12.   | Gradski stadion Užice      | Užice      | 12.000    | Erfüllt die UEFA-Anforderungen für Länderspiele |
| 13.   | Stadion Mladost            | Kruševac   | 10.331    |                                                 |
| 14.   | Gradski stadion Zemun      | Belgrad    | 10.000    |                                                 |
| 15.   | Gradski stadion Jagodina   | Jagodina   | 9.000     | Erfüllt die UEFA-Anforderungen für Länderspiele |
| 16.   | Stadion FK Železnik        | Belgrad    | 8.350     |                                                 |
| 17.   | Stadion kraj Morave        | Čačak      | 8.000     |                                                 |
| 18.   | Stadion Mladost            | Lučani     | 8.000     |                                                 |
| 19.   | Gradski stadion Šabac      | Šabac      | 8.000     |                                                 |
| 20.   | Gradski stadion Kikinda    | Kikinda    | 7.500     |                                                 |